# Space cake
Pastel, torta, tarta, bizcocho, bizcochuelo o panqué espacial (más comúnmente en inglés, space cake /speɪs kʰeɪk/) son diferentes denominaciones para la repostería y pastelería que contiene como ingrediente protagonista el cannabis o marihuana, o uno de sus derivados que contenga tetrahidrocannabinol (THC), como el hachís o el kif. Es el más común de los comestibles de cannabis. Existen multitud de variantes y recetas, desde sencillos bizcochos, magdalenas hasta brownies, tartas y bombones; por lo que realmente se trata de una familia de pasteles. 
El THC se disuelve fácilmente en los lípidos, y así es más fácil de metabolizar por el cuerpo humano, por lo que es recomendable (sino necesario) el uso de alguna sustancia grasa (animal o vegetal) para elaborar space cake (como mantequilla de Marrakesh, ghee o aceite de hachís). Cualquier alimento graso puede aderezarse con cannabis: yogur, chocolate, galletas, guisos...
Su nombre proviene del inglés, y pese a la creencia generalizada, no guarda relación con el espacio exterior. Proviene de space out, verbo coloquial intransitivo que podría traducirse como «desconectar», «distraerse», «perder la atención/concentración». También existe el adjetivo derivado spaced-out, que suele referirse a alguien «aturdido por la acción de una droga narcótica».
Se desaconseja terminantemente el consumo de pasteles espaciales junto con alcohol.

## Elaboración

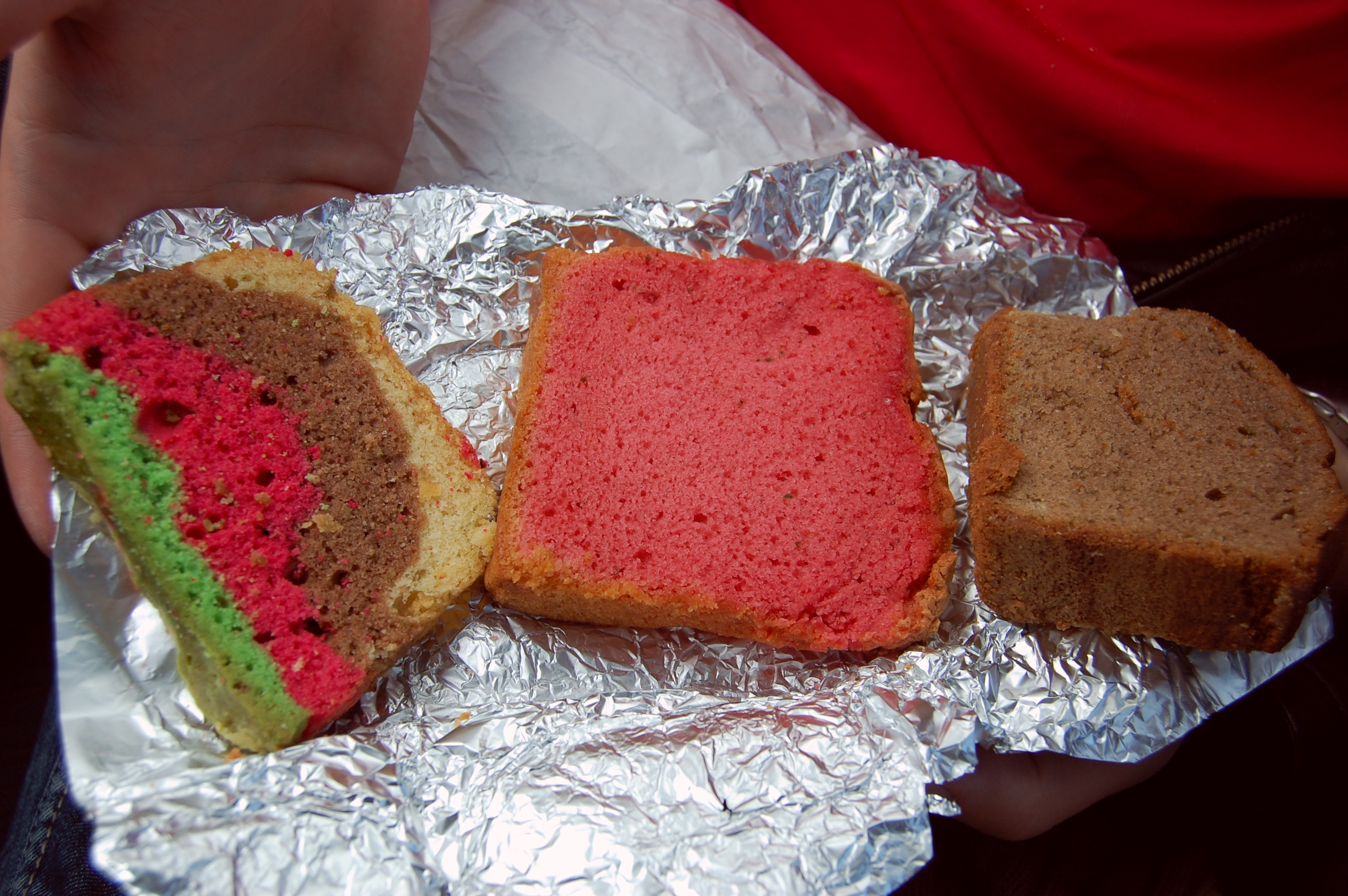
Space brownies, de un Coffee shop de Ámsterdam.

Generalmente el cannabis se mezcla con la materia grasa del pastel, para luego hacer con ello cualquier tipo de postre. Si es mantequilla, se puede derretir en una sartén junto con el cánabis molido y llevar a ebullición. Este preparado se conoce como «mantequilla de Marrakesh» o cannabutter en inglés. También se puede hacer con mantequilla clarificada, como ghee o smen. Si se desea hacer vegano, se puede usar cualquier aceite vegetal (de oliva, coco, girasol, maíz...), disolviendo el THC en el líquido.
Se denomina «fuerza» a la dosis de cannabis del pastel. Un pastel muy fuerte puede ser peligroso para cuerpos que no están acostumbrados a consumir marihuana. Un pastel con poca fuerza puede afectar poco a cuerpos con mayor tolerancia a la marihuana. Hay que tener en cuenta que al fumar cannabis, se liberan entre un 20% y un 60% de los cannabinoides ya que muchos se evaporan con el humo, mientras que al ingerirse se aprovechan todos. Una dosis indicativa media puede ser 2 gr para 20 galletas (0.1 gr en cada una), lo que equivale a la dosis de un porro por galleta aproximadamente. Para la mantequilla de Marrakesh, se puede usar una proporción de 20 gr de cannabis por cada 500 gr de mantequilla; Cada gramo de yerba contiene 150 mg de THC, por lo que en este caso cada gramo de mantequilla contendrá aproximadamente 6 mg de THC.

## Efectos
| Duración de los efectos del cannabis consumido oralmente | Duración de los efectos del cannabis consumido oralmente |
| -------------------------------------------------------- | -------------------------------------------------------- |
| Total                                                    | 4 – 10 horas                                             |
| Primeros efectos                                         | 30 – 120 minutos                                         |
| Efecto ascendente                                        | 30 – 60 minutos                                          |
| Punto álgido                                             | 2 – 5 horas                                              |
| Efecto descendente                                       | 1 – 2 horas                                              |
| Resaca (post-efectos)                                    | 6 – 24 horas                                             |

Este tipo de pastelería se consume con el propósito de sentir los efectos psicoactivos de la marihuana. No obstante, éstos tardan más en hacer efecto que al ser fumado, pues la metabolización mediante la digestión es más lenta que el consumo por los pulmones, cuyo efecto es inmediato. En la ingestión, el efecto culmen suele manifestarse de 2 a 5 horas después del consumo, aunque una dosis muy alta pueden durar más. 
A pesar de ello, ingerir el cannabis se considera más saludable que fumarlo, ya que se elimina la necesidad de inhalar productos tóxicos de la combustión formados al fumar y, por tanto, el riesgo de daño respiratorio asociado a fumar cannabis.
Un error común de usuarios inexpertos es pensar que no le ha afectado y consumir una segunda dosis al poco rato. Esto puede derivar en una dosis excesiva y por lo tanto, un «mal viaje». Los primeros efectos del THC tomado oralmente comienzan entre los 30 y 120 minutos, aumentando lenta y gradualmente, y alcanzando su punto álgido a las 4h (estos tiempos son meramente indicativos y varían en función del metabolismo de cada persona y lo mucho o poco que hayan comido).
El cannabis afecta de diferentes maneras a cada persona, dependiendo también de la predisposición de ésta: desde euforia y relajación, hasta alucinaciones o náuseas. Por ello, se recomienda no consumir pasteles espaciales durante episodios de depresión, inestabilidad mental o en un ambiente agobiante. Algunos efectos del cannabis (fumado o ingerido) pueden ser:
- Euforia
- Risa
- Relajación, reducción del estrés
- Pensamiento creativo, filosófico, abstracto
- Mayor sensibilidad (gusto, olfato, tacto, audición, visión), especialmente a la música.
- Analgésico
- Apetito
- Lentitud
- Cansancio
- Estimulación
- Ojos rojos
- Sequedad bucal
- Dificultad para memorizar
- Corazón acelerado
- Ansiedad o pánico
- Mareo
- Aturdimiento
- Torpeza
- Náuseas, especialmente en combinación con alcohol, fármacos u otros psicoactivos
- Anhedonia
- Adicción